# جغرافیای سائوتومه و پرنسیپ

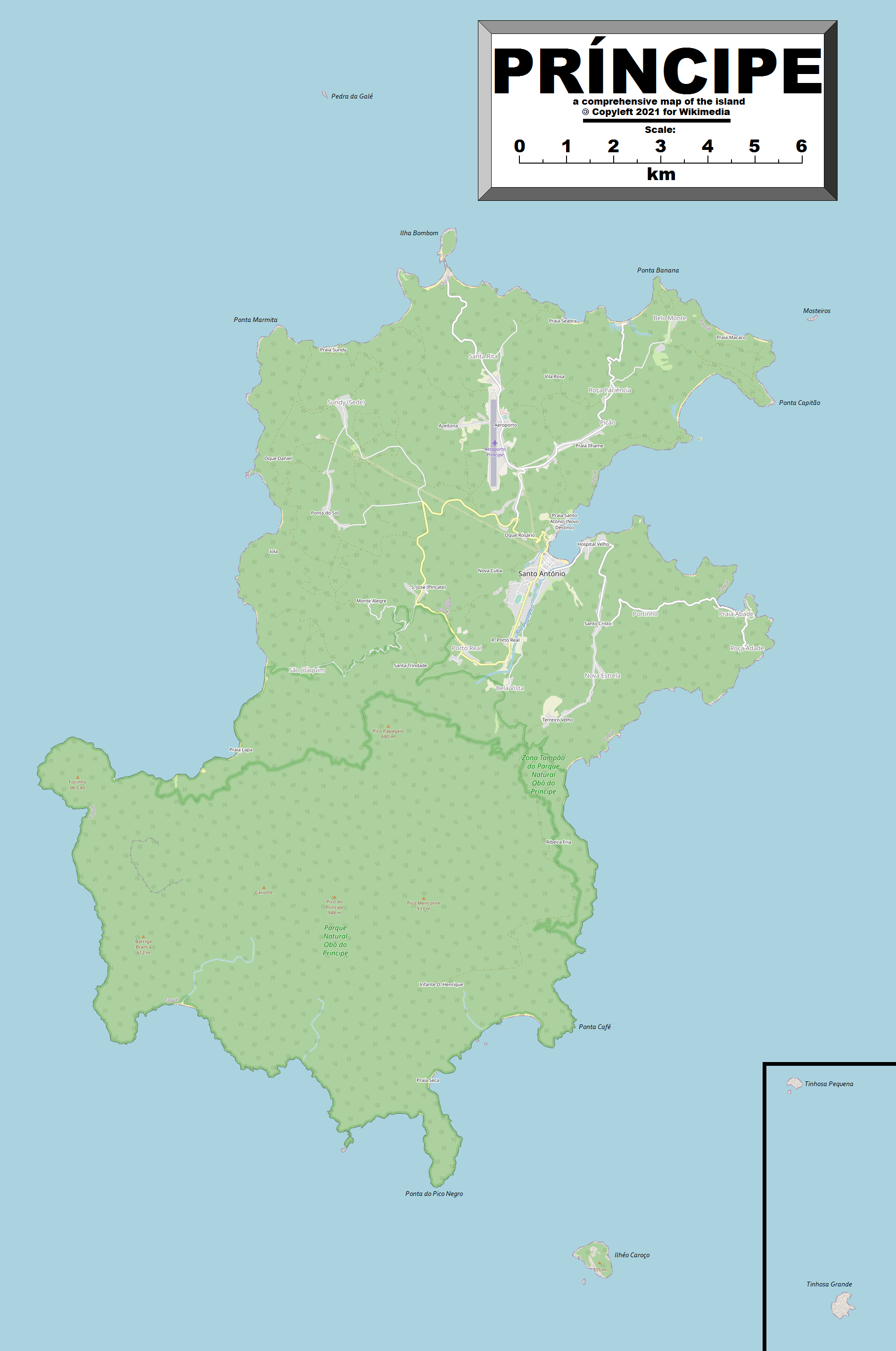
نقشه پرنسیپ

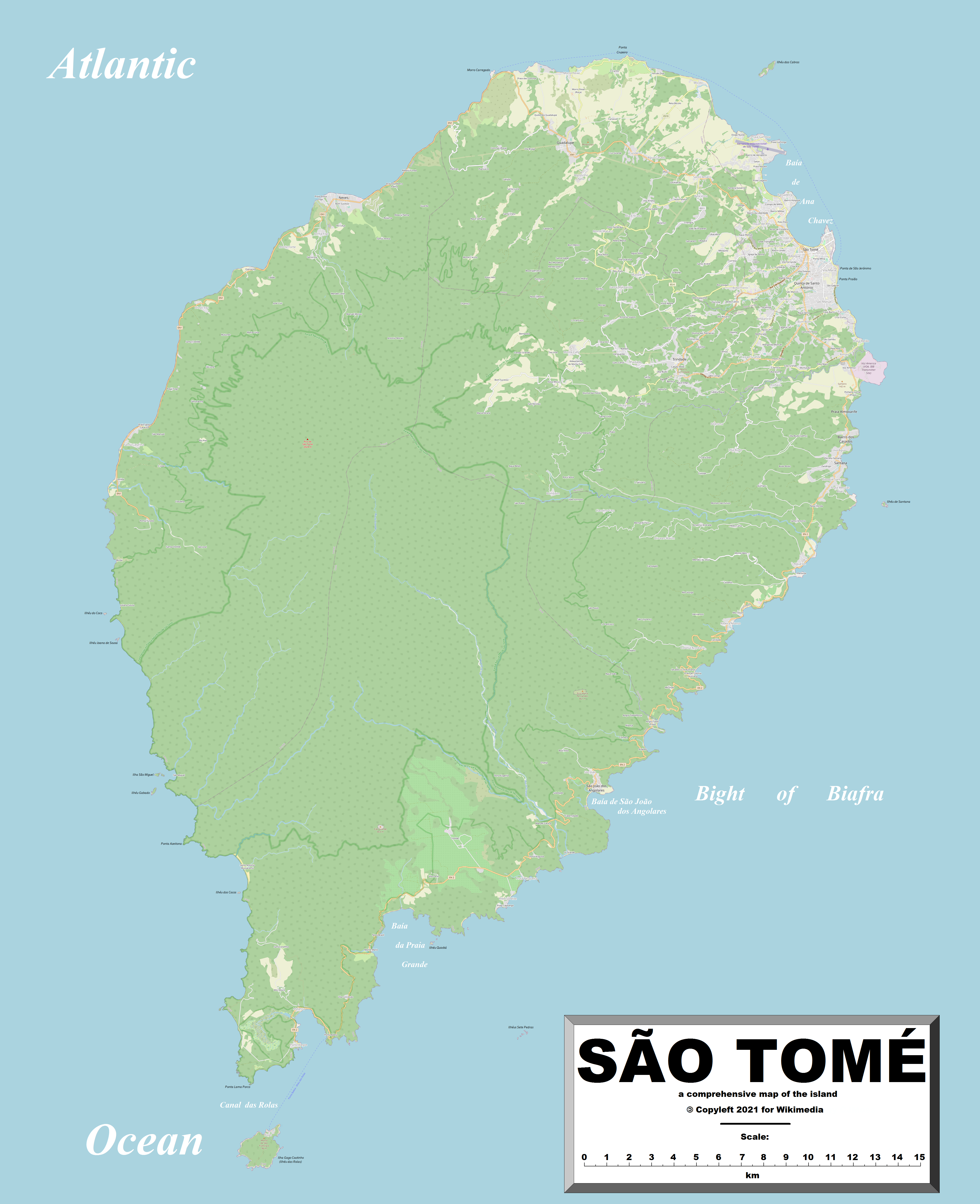
نقشه سائوتومه، با کلیک بزرگ‌تر دیده می‌شود.

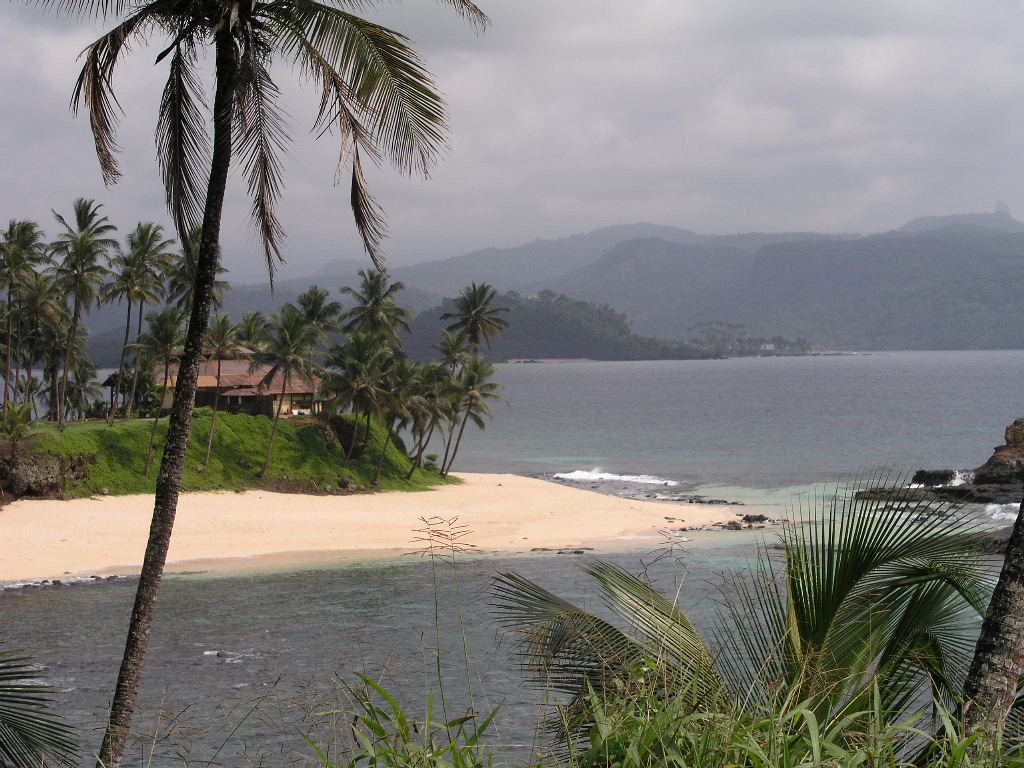
مناظر ساحلی در سائوتومه.

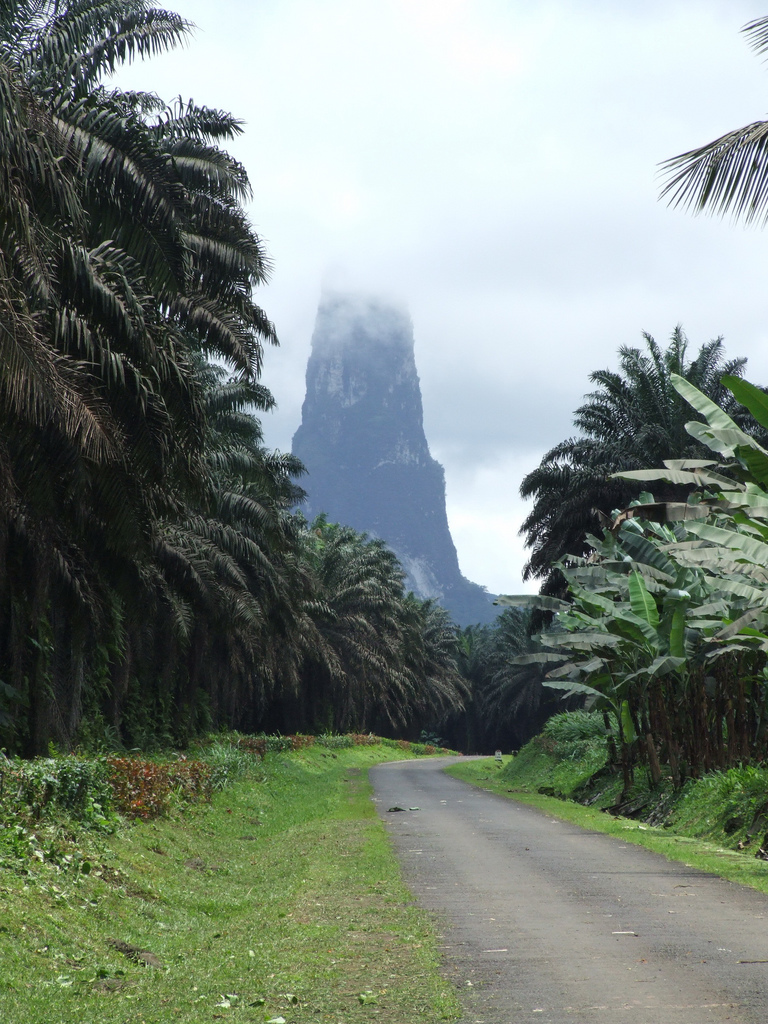
پیکو کائو گرانده

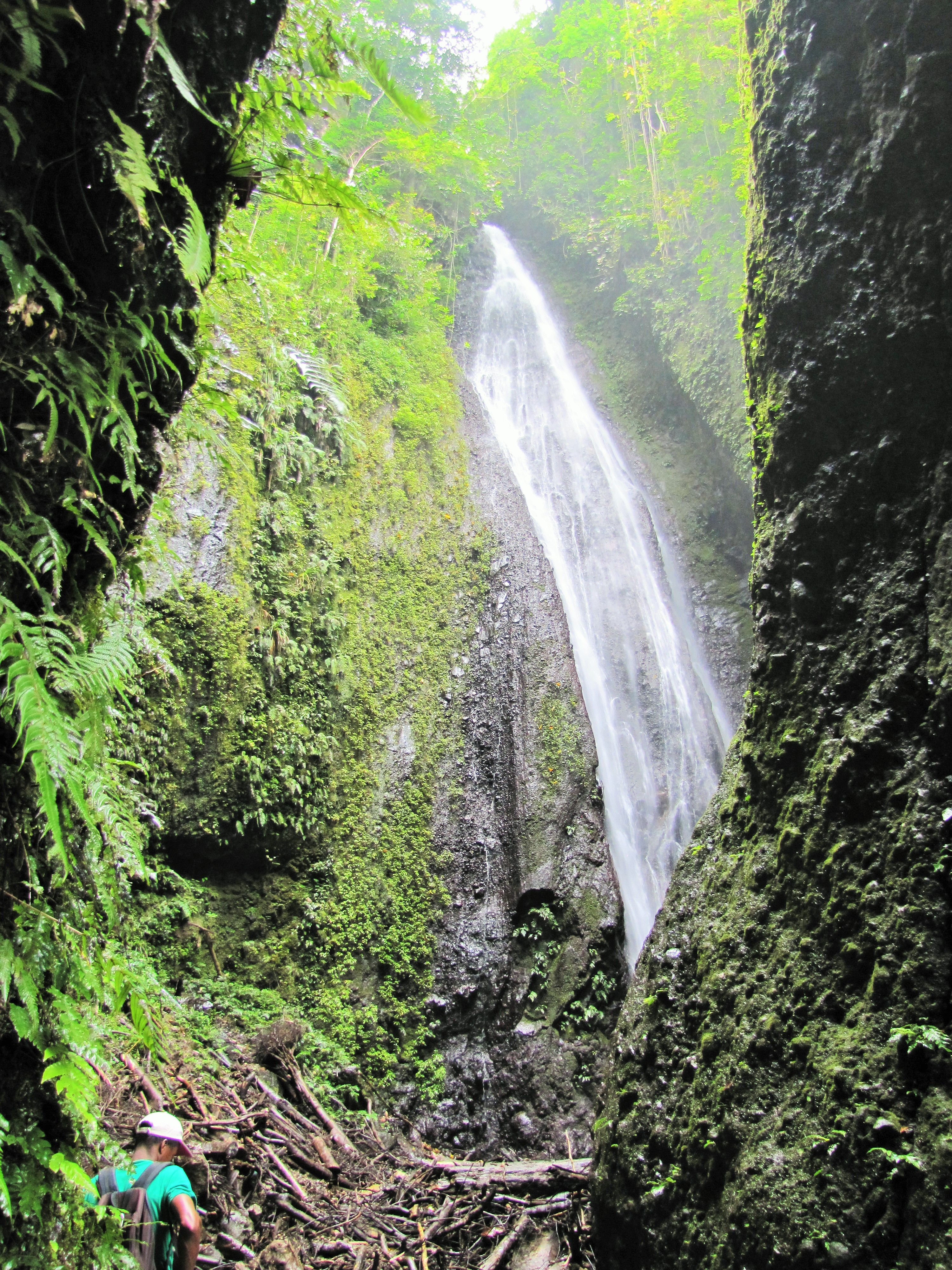
آبشارهای نزدیک پونتا فیگو، سائوتومه و پرنسیپ

سائوتومه و پرنسیپ کشور کوچکی است که از مجمع الجزایری در خلیج گینه در اقیانوس اطلس استوایی تشکیل شده است. جزایر اصلی این کشور، جزیره سائوتومه و جزیره پرنسیپ هستند که این کشور نام خود را از آن‌ها گرفته‌است. این جزیره‌ها به ترتیب در فاصله حدود ۳۰۰ و ۲۵۰ کیلومتر (۱۹۰ و ۱۶۰ مایل) از سواحل شمال غربی گابن در آفریقای مرکزی قرار گرفته‌اند. مختصات جغرافیایی این کشور عرض جغرافیایی ۱°00 ′ شمالی و طول جغرافیایی ۷°00 ′ شرقی است.
سائوتومه و پرنسیپ با ۲۰۹ کیلومتر (۱۳۰ مایل) خط ساحلی یکی از کوچکترین کشورهای آفریقا است. هر دو جزیره بخشی از یک رشته کوه آتشفشانی خاموش هستند که شامل جزیره بیوکو در گینه استوایی در شمال شرق و کوه کامرون در ساحل سرزمین اصلی آفریقا در شمال شرق می‌شود. سائو تومه ۵۰ کیلومتر (۳۰ مایل) طول و ۳۰ کیلومتر (۲۰ مایل) عرض دارد و گسترده‌تر و کوهستانی تر از پرنسیپ است. قله آن به بلندای ۲٬۰۲۴ متر (۶٬۶۴۰ فوت) می‌رسد و پیکو د سائوتومه نام دارد. پرنسیپ حدود ۳۰ کیلومتر (۱۹ مایل) طول و ۶ کیلومتر (۴ مایل) پهنا دارد و بنابر این از سائوتومه کوچکتر است. قله آن با ۹۴۸ متر (۳٬۱۱۰ فوت) ارتفاع، پیکو د پرنسیپ نام دارد. مساحت کل حشکی این کشور ۱٬۰۰۱ کیلومتر مربع (۳۸۶ مایل مربع)، یعنی تقریباً پنج برابر بزرگتر از واشینگتن دی سی است. فاصله دو جزیره از هم ۱۵۰ کیلومتر مربع (۶۰ مایل مربع) است. خط استوا درست در جنوب جزیره سائوتومه قرار دارد و از جزیره ایلهئو داس رولاس می‌گذرد.
پیکو کائو گرانده (قله سگ بزرگ) یک قله آتشفشانی برجسته است که در۰°۷′۰″ شمالی ۶°۳۴′۰۰″ شرقی / ۰٫۱۱۶۶۷°شمالی ۶٫۵۶۶۶۷°شرقی در جنوب سائوتومه جای گرفته‌است. این قله به‌طور چشمگیری از ۳۰۰ متر (۱٬۰۰۰ فوت) بالای زمین‌های اطراف خیز گرفته و قله آن ۶۶۳ متر (۲٬۱۷۵ فوت) بالاتر از سطح دریا است.

## آب و هوا
در سطح دریا، آب و هوا گرمسیری است — گرم و مرطوب با میانگین دمای سالانه حدود ۲۷ درجه سلسیوس (۸۰٫۶ درجه فارنهایت) و تغییرات روزانه کمی دارد. در ارتفاعات داخلی، میانگین دمای سالانه ۲۰ درجه سلسیوس (۶۸ درجه فارنهایت) و شبها عموماً خنک است. بارندگی سالانه از ۵٬۰۰۰ میلیمتر (۱۹۶٫۹ اینچ) در دامنه‌های جنوب غربی تا ۱٬۰۰۰ میلیمتر (۳۹٫۴ اینچ) در دشت‌های شمالی می‌باشد. فصل بارانی از اکتبر تا مه ادامه دارد.

## حیات وحش
این دو جزیره جزایر اقیانوسی هستند که همیشه از سرزمین اصلی آفریقای مرکزی جدا بوده‌اند و بنابراین در آن‌ها تنوع نسبتاً کمی از گونه‌ها وجود دارد و محدود به آن‌هایی است که موفق به عبور از دریا به جزایر شده‌اند. با این حال، سطح بوم‌زادی بالا است و بسیاری از گونه‌ها در هیچ‌کجای دنیا دیده نمی‌شوند.

## آمار
ادعاهای دریایی:
- از خطوط پایه مجمع‌الجزایر ادعا شده اندازه‌گیری شده:
- منطقه انحصاری اقتصادی: ۲۰۰ مایل دریایی (۳۷۰٫۴ کیلومتر؛ ۲۳۰٫۲ مایل)
- دریای سرزمینی: ۱۲ مایل دریایی (۲۲٫۲ کیلومتر؛ ۱۳٫۸ مایل)

اقلیم

گرمسیری؛ گرم، مرطوب؛ یک فصل بارانی (اکتبر تا مه)
زمین

آتشفشانی، کوهستانی
ارتفاعات و پستی‌ها
- پست‌ترین نقطه: اقیانوس اطلس ۰ متر (۰ فوت)

منابع طبیعی

ماهی، برق آبی:

محیط زیست - مسائل جاری

جنگل‌زدایی؛ فرسایش و فرسودگی خاک
محیط زیست - موافقت نامه‌های بین‌المللی
- عضویت در: تنوع زیستی، تغییر آب و هوا، بیابان زایی، اصلاح محیط زیست، قانون دریا، آلودگی کشتی
- امضا شده، اما تأیید نشده: هیچ‌یک از توافق‌نامه‌های انتخاب شده